# Stålblåbukig smaragd
Stålblåbukig smaragd (Saucerottia saucerottei) är en fågel i familjen kolibrier.

## Utseende
Stålblåbukgi smaragd är en rätt mörk kolibri rak medellång näbb. Fjäderdräkten är övervägande grön med mörkblå stjärt. Könen är lika. Den skiljs från många andra liknande smaragder genom längre näbb, blå och vitt på undergumpen, en bronsfärgad fläck på övergumpen och mindre kluven stjärt.

## Utbredning och systematik
Stålblåbukig smaragd förekommer i norra Sydamerika i Colombia och Venezuela. Den delas in i tre underarter med följande utbredning:
- Saucerottia saucerottei warscewiczi – förekommer i norra Colombia och allra nordvästligaste Venezuela
- Saucerottia saucerottei saucerottei – förekommer i Colombia (västsluttningar av västra Anderna och Caucadalen)
- Saucerottia saucerottei braccata – förekommer i Anderna i västra Venezuela (Merida och Trujillo)

Tidigare inkluderades även blågumpad smaragd i arten, och vissa gör det fortfarande.

### Släktestillhörighet
Arten placeras traditionellt i släktet Amazilia, men genetiska studier visar att arterna i släktet inte står varandra närmast. Den har därför flyttats till släktet Saucerottia.

## Levnadssätt
Stålblåbukig smaragd hittas i skogsbryn, buskig ungskog och trädgårdar. Där ses den födosöka enskilt bland bestånd av blommor.

## Status och hot
Arten har ett stort utbredningsområde, men tros minska i antal, dock inte tillräckligt kraftigt för att den ska betraktas som hotad. Internationella naturvårdsunionen IUCN listar arten som livskraftig (LC). Beståndet uppskattas till i storleksordningen en halv miljon till fem miljoner vuxna individer.

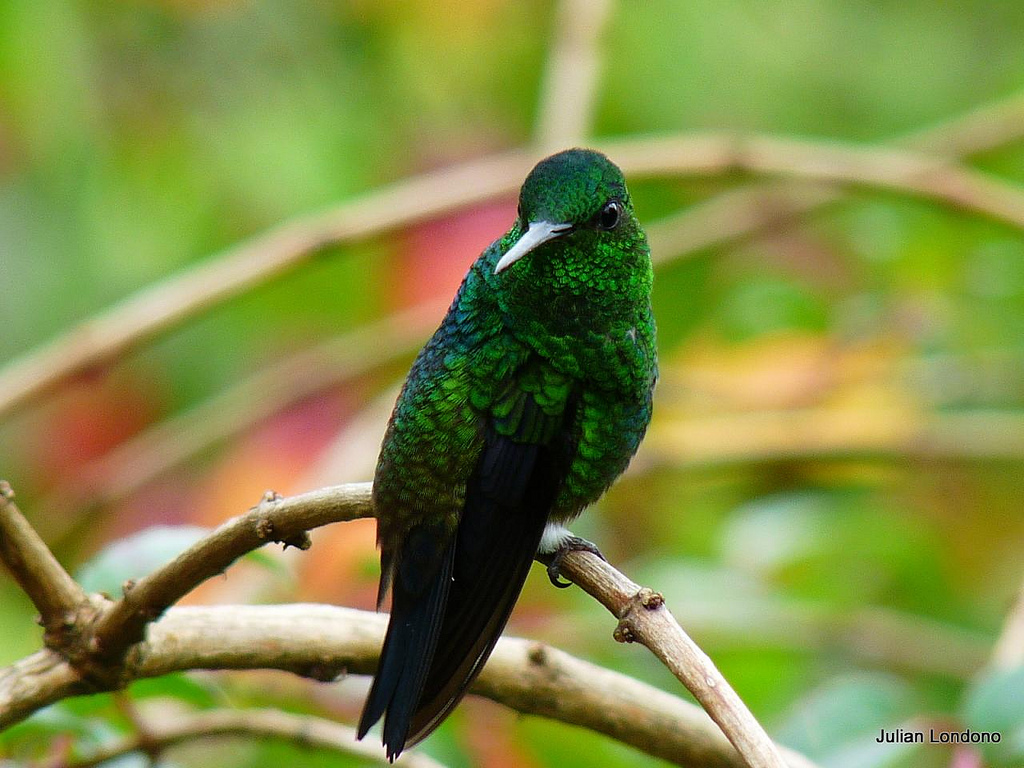
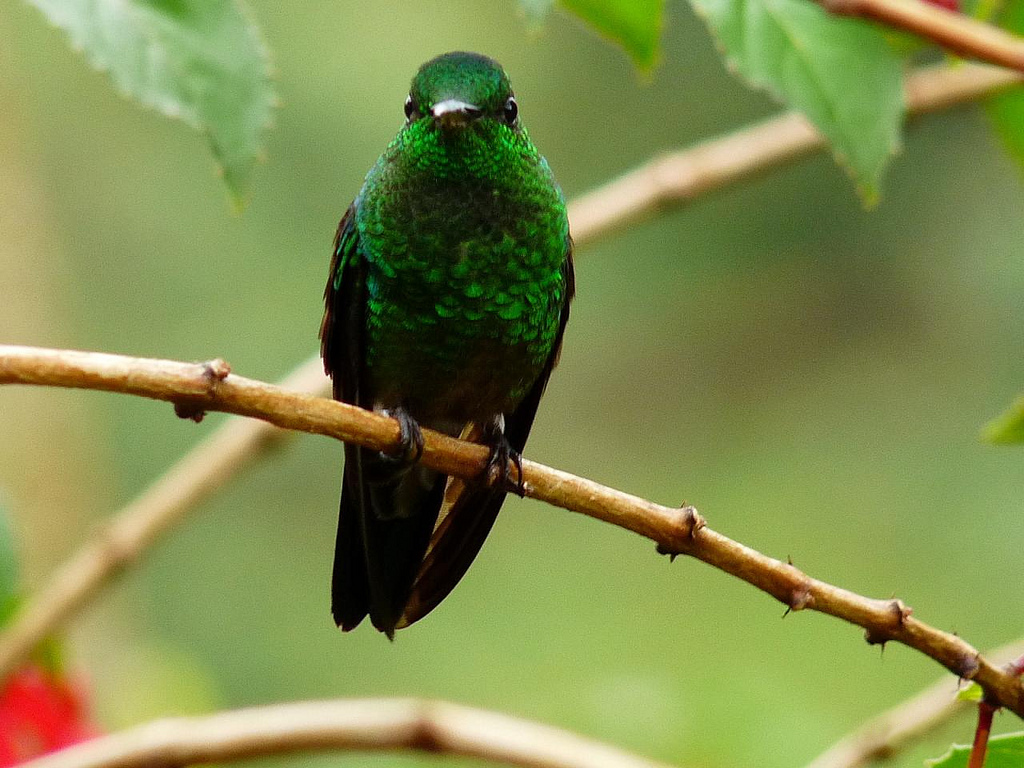